# Eristalis fraterculus
Eristalis fraterculus is een vliegensoort uit de familie van de zweefvliegen (Syrphidae). De wetenschappelijke naam van de soort werd in 1838 gepubliceerd door Johan Wilhelm Zetterstedt. "Fraterculus" is een Latijns zelfstandig naamwoord, het verkleinwoord van "frater", en betekent dus "kleine broeder" of "broertje". Zetterstedt maakte in de protoloog niet duidelijk waarom hij deze naam koos, en van welke soort deze dus het kleine broertje zou zijn.